# Леополдо де Медичи
Леопòлдо де Мèдичи (на италиански: Leopoldo de' Medici; * 6 ноември 1617, Флоренция, Велико херцогство Тоскана; † 10 ноември 1675, Флоренция, Велико херцогство Тоскана) от фамилията Медичи, е принц от Великото херцогство Тоскана, кардинал дякон на Св. св. Козма и Дамян (1668 – 1670), кардинал дякон на Санта Мария ин Козмедин (1670 – 1675), губернатор на Сиена (1636 – 1641 и 1643 – 1644) и меценат.
От ранна възраст проявява голям интерес към религията и науката. Играе важна роля в опазването на научното наследство на Галилео Галилей, с когото се познава лично. Обръща голямо внимание на литературата, член е на Академия дела Круска, оставя след себе си обширна кореспонденция с художници и колекционери на изкуство, а самият той е талантлив художник.

## Произход
Той е най-малкият син на Козимо II де Медичи (* 1590, † 1621), велик херцог на Тоскана, и на Мария Магдалена Австрийска (* 1589, † 1631). Негови дядо и баба по бащина линия са Фердинандо I де Медичи, Велик херцог на Тоскана, и Кристина Лотарингска, принцеса от Дом Лотаринги, а по майчина – ерцхерцог Карл II Австрийски и Мария Анна Баварска. Има четири братя и три сестри:
- Мария Кристина де Медичи (* 1609 † 1632), инвалид, неомъжена
- Фердинандо II де Медичи (* 1610 † 1670), меценат, 5-и Велик херцог на Тоскана от 1621 г., женен за Витория дела Ровере, наследница на херцог Федерико Убалдо дела Ровере
- Джован(и) Карло де Медичи (* 1611 † 1663), кардинал
- Маргерита де Медичи (* 1612 † 1679), регентка на Херцогство Парма и Пиаченца (1646 – 1648), съпруга на херцог Одоардо I Фарнезе
- Матиас де Медичи (* 1613 † 1667), военен, управител на Сиена (1629 – 1636, 1641 – 1643, 1644 – 1667), неженен
- Франческо де Медичи (* 1614 † 1634), военен, неженен
- Анна де Медичи (* 1616 † 1676), ерцхерцогиня на Предна Австрия като съпруга на ерцхерцог Фердинанд Карл Австрийски-Тирол.

## Биография

### Ранни години
Леополдо де Медичи е роден в Палацо Пити във Флоренция на 6 ноември 1617 г. Три години след раждането му баща му умира и заедно с братята и сестрите си той е отгледан от майка си Мария Магдалена Австрийска и баба си по бащина линия Кристина Лотарингска.
Получава добро образование. Негови учители са адвокатът и писател Якопо Солдани, художникът и архитект Сиджизмондо Кокапани, математикът и астроном Флавиано Микелини, математикът и физик Еванджелиста Торичели.
Леополдо е съветник на по-големия си брат, великия херцог Фердинандо II, по въпроси, свързани с икономиката и външната политика. Многократно председателства Върховната магистратура и Съвета на двестате. Той е силен популяризатор на манифактурата, селското стопанство и търговията.
Той рядко напуска Великото херцогство. През 1639 г. посещава Венецианската република и Херцогството Парма и Пиаченца, където сестра му Маргарита е съпруга на херцога, а през 1646 г. – Графство Тирол, където придружава другата си сестра Анна до бъдещия ѝ съпруг. През юбилейната 1650 г., заедно с брат си Матиас, той прави поклонение в Рим. От 1636 до 1641 г. и отново от 1643 до 1644 г. е губернатор на Сиена.

### Меценат и изследовател
И преди да приеме ранга на кардинал, Леополдо е религиозен човек. От ранна възраст избягва женската компания и проявява голям интерес към науката. Кореспондира си с Кристиан Хюйгенс и Галилео Галилей. През 1638 г. възстановява Платоновата академия. През 1657 г., заедно с Великия херцог на Тоскана, основава Експерименталната академия, в която научните изследвания се основават на пряко наблюдение на фактите. Това е първата европейска експериментална академия.
Самият Леополдо експериментира с телескопични лещи и всякакви научни инструменти, а също така използва термометър, астролабия, калориметър, секстант, хигрометър и други механични устройства от онова време, които се намират в изобилие в неговите зали в двореца Пити. Той играе важна роля в опазването на научното наследство на Галилео Галилей, с когото се познава лично. През лятото, по покана на принца, ученият посещава вилата му в Арчетери.
Леополдо обръща голямо внимание на литературата. Той подкрепя работата на библиотекаря Антонио Малябеки, който му помага в събирането на редки книги. Той посвещава четири часа на ден на четене. Пише поезия. През 1641 г. е избран за член на Академия дела Круска – академията на тосканския диалект на италианския език и на тосканската литература. В нея той редактира статии за изкуството за третото издание на Речника на Круска (1691), което се появява след смъртта му.
Той е талантлив художник. „Портретът на певицата Мартели“ от неговата четка в момента се съхранява в Галерия „Уфици“ във Флоренция. Запазени са и негови рисунки, карикатури, скици на научни инструменти. Той също така е голям колекционер на редки книги, на картини (неговата е голяма част от колекцията на венециански художници в Уфици), на рисунки, миниатюри, статуи, монети и автопортрети (които днес украсяват Коридора на Вазари). Той оставя след себе си обширна кореспонденция с художници и колекционери на изкуство.

### Кардинал
На 12 декември 1667 г. той е издигнат в кардинал от папа Климент IX. На 9 април 1668 г. му е дадена титлата на кардинал дякон на титулярното дяконство на Св. св. Козма и Дамян. От този момент нататък той започва да пътува често до Рим. На конклава от 1669 – 1670 г. Леополдо, като член на происпанската партия, играе решаваща роля в посредничеството между партиите, водени от Фабио Киджи и Антонио Барберини-младши. В резултат на това е постигнат консенсус относно кандидатурата на кардинал Емилио Алтиери, който става новият папа под името Климент X.
На 14 май 1670 г. предишната му титла е променена на кардинал дякон на Санта Мария ин Козмедин. През 1674 г. е ръкоположен за свещеник. Той отслужва първата си литургия на 21 декември 1674 г. в църквата „Санта Тринитà“ във Флоренция, управлявана от вало-амвросианците, които той покровителства. От този момент до смъртта си Леополдо отслужва литургия три дни в седмицата.

### Смърт
Леополдо де Медичи умира внезапно на 58-годишна възраст на 11 ноември 1675 г. във Флоренция. Ногребан е в Параклиса на Медичите в Базилика „Сан Лоренцо“. При смъртта си той е запомнен като човек с голяма човечност и култура.
През 1857 г., по време на първоначално изучаване на телата на Медичите, тялото му е намерено по следния начин: „... дискретно запазено, кожата остава прилепнала към костите, така че да може да познае чертите му и дългата му коса остава непокътнати. Облечен е папски в лилава копринена риза, богато обшита със злато, има ризи с дантела, кардиналско расо и чорапи, червена барета на главата, митра и шапка на краката. На гърдите си носи кръст, съставен от пет аметиста, заобиколен от четиридесет златни гаргойли и богат на скъпоценни емайлирани графити на бял фон с хризолит и държи в ръцете си абаносов кръст с красиво позлатено сребърно разпятие.
Колекцията от картини, която оставя, наброява 700 платна, включително шедьоври на Венецианската живописна школа, придобити от принца през 1640-те и 1650-те г. чрез Паоло дел Сера, агент на Дом Медичи във Венецианската република. Неговите лични колекции допълнително обогатяват наследството на семейство Медичи и днес могат да бъдат разгледани, разделени по сектори, в различни флорентински музеи: картините в Уфици и в Коридора на Вазари, научните инструменти (сред които лупата и телескопите на Галилео, Юпитерлабият и експерименталните инструменти на Експерименталната академия) в Музея на Галилей (негов е прочутият телескоп и „реликвата“ от пръста на Галилей), книгите в Националната централна библиотека на Флоренция и др.